# Teradata
Teradata Corporation (NYSE: TDC) é uma empresa especializada em bases de dados e grandes softwares de análise de dados e consultoria estratégica de TI. A empresa foi fundada em 1979 em Brentwood, Califórnia, com base numa colaboração entre investigadores do Caltech e do Citibank Advanced Technology Group. A sua sede está em San Diego, Califórnia. Teradata desenvolve software empresarial para bases de dados e análise de dados, oferecendo-o por subscrição. Nestes segmentos de mercado, a empresa está representada com os produtos e serviços de análise de negócios, plataformas na nuvem e consultoria. Opera na América do Norte e Latina, Europa, Médio Oriente, África e Ásia[6]..

## História

### Fundação e fase de crescimento
A empresa nasceu de uma colaboração entre o Instituto de Tecnologia da Califórnia e o Citibank Advanced Technology Group e foi fundada em Brentwood, Califórnia, em 1979. Teradata introduziu o seu computador DBC/1012, especializado em cálculos de bases de dados, em 1984. Em 1990, Teradata adquiriu a Sharebase (originalmente Britton Lee), um fornecedor de bases de dados relacionais Teradata foi adquirida pela NCR Corporation em Dezembro 1991. Teradata construiu o primeiro sistema com mais de 1 terabyte para o Walmart em 1992.
Em 2000, o Value Analyzer, a primeira aplicação de classe empresarial da Teradata para medição detalhada da rentabilidade dos clientes, é introduzida no Royal Bank of Canada e o Canadian Stirling Douglas Group é adquirido. Isto significou uma expansão das aplicações analíticas para a gestão da cadeia de procura (demand chain). Em 2002, o Teradata Warehouse 7.0 marca a primeira vez no armazenamento de dados que a tomada de decisões é alargada para além da gestão a toda a empresa. Já no ano seguinte, mais de 120 clientes migram para Teradata após o início do programa de migração de Oracle para Teradata. Ao mesmo tempo, é fundada a Rede Universitária Teradata para promover a sensibilização para o armazenamento de dados na comunidade académica. Cerca de 170 universidades de 27 países estão inicialmente representadas na rede. Em 2007, mais de 850 universidades de quase 70 países aderiram à rede.

### OPI e desenvolvimento actual
A Teradata adquiriu várias empresas desde a sua cotação em 2007. Em Março de 2008, Teradata adquiriu, entre outras, a empresa de serviços profissionais Claraview, que tinha sido anteriormente a fornecedora de software Clarabridge. Outras empresas incluíam o fornecedor de sistemas colunar DBM Kickfire, seguido pela empresa de software de marketing Aprimo e em 2011 Aster Data Systems. A parceria existente com empresa SAP foi expandida em 2009 através da migração de SAP NetWeaver Business Warehouse para a base de dados Teradata.
Para além do fornecedor de produtos de gestão de informação Revelytix, o fornecedor de serviços Hadoop Think Big Analytics e outras empresas de TI americanas, Teradata adquiriu a empresa de serviços britânica Big Data Partnership em 2016. Seguiu-se em 2017 a aquisição do StackIQ, o fabricante do software Stacki.
Com Teradata Vantage, desde 2018 Teradata uma moderna plataforma de software na nuvem. Inicialmente, Teradata estava disponível em Amazon Web Services. A partir de 2019, está também disponível em Microsoft Azure; a partir de 2020, a parceria com Google Cloud complementa a oferta em nuvens públicas..

## Estrutura da empresa

### Forma legal
Fundada em 1979, a empresa tornou-se uma empresa independente, cotada na bolsa a 1 de Outubro de 2007. As transacções de acções ordinárias da Teradata Corporation na Bolsa de Valores de Nova Iorque sob o símbolo TDC.

### Gestão
A direcção é constituída por Steve McMillan (Presidente e Director Executivo), Hillary Ashton (Director de Produtos), Claire Bramley (Director Financeira), Stephen Brobst (Director de Tecnologia), Nicolas Chapman (Director de Estratégia), Todd Cione (Director de Finanças), Kathleen Cullen-Cote (Director de Recursos Humanos), Martyn Etherington (Director de Marketing), Dan Harrington (Director de Serviços) e Molly Treese (Directora Jurídica).

### Empregados e locais
A 31 de Dezembro de 2019, Teradata tinha mais de 8.500 empregados em todo o mundo. Além da sua sede corporativa em San Diego, Califórnia, Teradata tem outras localizações importantes nos EUA em Atlanta e São Francisco, onde a sua investigação e desenvolvimento de centros de dados estão localizados. Teradata não está representada em Portugal mas serve este pais através da sua sede em Madrid, Espanha. No Brasil, a empresa tem a sua sede em São Paulo. A empresa opera um total de 54 locais na América do Norte e do Sul, Europa, Ásia e África a partir de Fevereiro de 2021. Dentro da empresa, são mantidas 15 instalações de investigação e desenvolvimento.

## Tecnologia, produtos e parcerias
Teradata oferece aos seus clientes três produtos e serviços essenciais: Armazenamento de dados baseado em nuvem e hardware, análise de negócios e serviços de consultoria. Em Setembro de 2016, lançou Teradata Everywhere, que permite aos utilizadores enviar consultas para bases de dados públicas e privadas. O serviço utiliza processamento paralelo massivo através de bases de dados físicas e armazenamento em nuvem, incluindo ambientes geridos como Amazon Web Services, Microsoft Azure, VMware, Teradata Managed Cloud e IntelliFlex. Desde 2017, Teradata IntelliCloud tem sido oferecido, o que é uma nuvem gerida com segurança para software de análise de dados como um serviço. IntelliCloud é compatível com a plataforma de base de dados da Teradata, IntelliFlex.

### Teradata Vantage
Em Outubro de 2018, Teradata introduziu a plataforma analítica Vantage, seguida em finais de 2019 pelo Analista Vantage e pela Experiência do Cliente Vantage extensões concebidas especificamente para analistas de negócios e profissionais de marketing. Vantage consiste em vários motores analíticos numa base de dados relacional central, incluindo o motor MPP, a base de dados gráfica Aster e um motor de aprendizagem de máquinas. Assim, Vantage combina, lagos de dados, armazéns de dados e análises de dados e integra diferentes fontes de dados e formatos (incluindo JSON, BSON, XML, Avro, Parquet, CSV), bem como linguagens informáticas como SQL, R, Python e SAS e ferramentas como Jupyter Notebook e RStudio. A plataforma analítica pode ser implementada localmente (on-prem), na nuvem pública (via Google Cloud, AWS e Microsoft Azure), num ambiente híbrido multi-nuvem ou em hardware de base com VMware. Em Abril de 2020, a empresa de análise de TI Forrester Research nomeou a empresa como "Líder" pela sua oferta de produtos..

### Parcerias
A empresa tem mais de 100 parcerias estratégicas com empresas tecnológicas independentes, fornecedores de software, integradores de sistemas globais e regionais, distribuidores de software de código aberto, consultoras de TI e universidades.
Parceiros da aliança
Os parceiros tecnológicos incluem NVIDIA e Cisco, assim como a Microsoft, AWS e Google Cloud. Por exemplo, Teradata está a estabelecer parcerias com a NVIDIA na investigação e desenvolvimento nas áreas de inteligência artificial e aprendizagem profunda, com a Cisco nas áreas de IoT e cidades inteligentes[50], e com a Volkswagen Industrial Cloud e a Open Manufacturing Platform, uma aliança global para IoT industrial e Industrie 4.0. Teradata também estabeleceu parcerias com os três principais fornecedores mundiais de cloud computing, Amazon Web Services (AWS), Microsoft Azure e Google Cloud Platform, para fornecer aos seus clientes soluções analíticas de dados de forma flexível a partir da nuvem..
Integradores de sistemas
Os integradores de sistemas tratam do desenvolvimento, implementação e integração de soluções analíticas e aplicações para o cliente comum. Com as parcerias estratégicas de empresas globais de consultoria e integração de sistemas, como a Accenture ou a Capgemini, torna-se possível uma vasta experiência industrial e tecnológica no desenvolvimento de soluções empresariais. Em 2019, foi formada uma parceria com a Deutsche Telekom para apoiar a transformação digital das pequenas e médias empresas na Alemanha. O objectivo é aceder à análise de dados para obter os conhecimentos necessários para o crescimento e inovação.